# Холандија на Европском првенству у атлетици у дворани 1970.
Холандија је учествовала на 1. Европском првенству у атлетици у дворани 1970. одржаном у Бечу, Аустрија, 14. и 15. марта. У првом учешћу на европским првенствима у дворани репрезентацију Холандије представљале су 3 атлетичарке (0 м и 3 ж) који су се такмичили у 3 тркачке дисциплине. Холандија је била једина земља на овом првенству која није имала ниједног мушког такмичара. Занимљиво је и да су све три пласиране у финале својих дисциплина.
Са 1 освојеном бромзаном медаљом Холандија је у укупном пласману делила 12 место са Финском и Јогославијом од 14 земаља које су на овом првенству освојиле медаље, односно 24 земље учеснице.
У табели успешности (према броју и пласману такмичара који су учествовали у финалним такмичењима (првих 8 такмичара)) Холандија је са 3 учесника у финалу и укупно 15 бодова делила 11 место са Бугарском. од 23 земље које су имале представнике у финалу. На првенству су учествовале 24 земаље чланице ЕАА. Једино Турска није имала представника у финалу.
| Плас. | Земља     | 1. место | 2. место | 3. место | 4. место | 5. место | 6. место | 7. место | 8. место | Бр. финал. - Бод. |
| ----- | --------- | -------- | -------- | -------- | -------- | -------- | -------- | -------- | -------- | ----------------- |
| 11.   | Холандија | 0        | 0        | 1—6      | 1—5      | 1—4      | 0        | 0        | 0        | 3—15              |

## Учесници
| Бр. | Дисциплина   | Мушкарци | Жене               | Укупно |
| --- | ------------ | -------- | ------------------ | ------ |
| 1.  | 60 м         |          | Вилма ван ден Берг | 1      |
| 2.  | 800 м        |          | Иља Кејзер         | 1      |
| 3.  | 60 м препоне |          | Мике Стерк         | 1      |
|     | Укупно (3)   | 0        | 3                  | 3      |

## Освајачи медаља
- Бронза

1. Вилма ван ден Берг — 60 м

## Резултати

### Жене
| Атлетичарка        | Дисциплина   | Лични рекорд | Квалификације | Квалификације   | Полуфинале | Полуфинале      | Финале   | Финале | Детаљи |
| Атлетичарка        | Дисциплина   | Лични рекорд | Резултат      | Место           | Резултат   | Место           | Резултат | Место  | Детаљи |
| ------------------ | ------------ | ------------ | ------------- | --------------- | ---------- | --------------- | -------- | ------ | ------ |
| Вилма ван ден Берг | 60 м         |              | 7,5           | 1. у гр. 2 (КВ) | 7,5        | 2. у пф. 1 (КВ) | 7,5      |        |        |
| Иља Кејзер         | 800 м        |              | 2:10,5        | 2. у гр. 1 (КВ) |            |                 | 2:07,7   | 4./11  |        |
| Мике Стерк         | 60 м препоне |              | 8,5           | 2. у гр. 2 (КВ) | 8,5        | 3. у пф 1 (КВ)  | 8,5      | 5./ 14 |        |